# Elisabeth Hjorth
Siv Lilian Elisabeth Hjorth, född 7 mars 1975 i Ramkvilla, är en svensk författare och litteraturkritiker. 
Hjorth är doktor i etik och verksam som professor och lärare i litterär gestaltning. Hon debuterade med diktsamlingen Kärnfamiljen 2008. 2018 tilldelades hon Karin Boyes litterära pris "för sitt mångsidiga författarskap, som omfattar etik, moral och ett tydligt uppdrag i fredens och motståndets tjänst."

## Priser och utmärkelser
- 2014 – Sigtunastiftelsens författarstipendium
- 2018 – Karin Boyes litterära pris[1]
- 2022 –  Ilona Kohrtz’ stipendium
- 2022 – Gerard Bonniers Essäpris